# 스토 히데오
스토 히데오(일본어: 周東 英雄, 1898년 1월 27일~1981년 8월 8일)는 8선 중의원 의원을 지낸 일본의 정치인이다.

## 생애
1898년 1월 27일에 야마구치현 오쓰군 미스미촌(지금의 나가토시)에서 태어났다. 이후 교토부로 이사를 가서 제삼고등학교를 나왔으며 1921년에는 도쿄 제국대학(지금의 도쿄 대학)법학부 독법과를 졸업했다. 졸업 후 농상무성에서 관료 생활을 시작하여 미곡국장, 농무국장, 총무국장 등 요직을 거쳤다. 전시에 기획원 제4부장과 상공성 물가국장을 지냈고 1942년에 제국유량통제회사 초대 사장이 되었다.
전후인 1946년에 제1차 요시다 내각이 출범하자 내각부서기관장이 되었는데 서기관장 하야시 조지보다 더 유능한 모습을 보이면서 요시다 시게루의 총애를 사게 됐다. 아베 간이 사망하자 그의 뒤를 이어 총선에 출마해 당선된 기무라 요시오가 공직 추방을 당하자 1947년 총선에 대신 출마하여 당선됐다. 이후 제2차 요시다 내각에서 농림상을, 제3차 요시다 내각 (제1차 개조)에서 건설상 겸 홋카이도 개발청 장관을, 제3차 요시다 내각 (제3차 개조)에서 경제심의청 장관을 지냈다.
1955년에 보수합동으로 자유민주당이 창당되자 참여했다. 1960년에 아사누마 이네지로 암살 사건이 일어나자 이에 대한 책임을 지고 야마자키 이와오가 자치상을 사임하자 후임 자치상이 되었다. 이어서 제2차 이케다 내각이 출범하자 두 번째 농림상으로 임명됐다. 1964년부터 1965년까지 자유민주당 정무조사회장을 지냈다.
1969년 총선에 불출마하면서 정계를 은퇴했다. 지지 기반은 하야시 요시로가 물려받았다. 1973년에 훈1등 욱일대수장을 수훈했다.
1981년 8월 8일에 사망했다. 향년 83세. 사후에 정3위에 추서됐다.

## 역대 선거 기록
|  | 12.4% |

|  | 17.7% |

|  | 15.5% |

|  | 14.7% |

|  | 26% |

|  | 18.5% |

|  | 19.3% |

|  | 19.7% |

|  | 17.5% |

| 전임 나가에 가즈오 | 제10대 농림대신 1948년 10월 19일~1949년 2월 16일 | 후임 모리 고타로 |

| 전임 아오키 다카요시 | 제8대 경제안정본부 총무장관 1950년 6월 28일~1952년 7월 31일 | 후임 (폐지) |

| 전임 마스다 가네시치 | 제5대 건설대신 1951년 6월 7일~1951년 7월 4일 | 후임 노다 우이치 |

| 전임 마스다 가네시치 | 제2대 홋카이도 개발청 장관 1951년 6월 7일~1951년 7월 4일 | 후임 노다 우이치 |

| 전임 (신설) | 초대 경제심의청 장관 1952년 8월 1일~1952년 9월 2일 | 후임 야마자키 다케시 |

| 전임 야마자키 이와오 | 제3대 자치대신 1960년 10월 13일~1960년 12월 8일 | 후임 야스이 겐 |

| 전임 야마자키 이와오 | 제12대 국가공안위원장 1960년 10월 13일~1960년 12월 8일 | 후임 야스이 겐 |

| 전임 난조 도쿠오 | 제29대 농림대신 1960년 12월 8일~1961년 7월 18일 | 후임 고노 이치로 |